# Bee Gees
Bee Gees – brytyjska grupa softrockowa, złożona z trzech braci Robina, Barry’ego i Maurice’a Gibbów. Czwarty z muzykalnych braci, Andy, wybrał karierę solową. Grupa powstała w 1958 roku, a rozwiązana została 21 stycznia 2003 roku po śmierci Maurice’a. Zanim bracia Gibb stali się znani pod nazwą Bee Gees, występowali jako „Brothers Gibb”, „Blue Cats” oraz „The Rattlesnakes” i mieszkali w australijskim Brisbane. Po powrocie do Anglii grupa początkowo wzorowała się na amerykańskim duecie The Everly Brothers, lecz później uwidocznił się także wpływ zespołów The Beatles i The Beach Boys oraz duetu Simon & Garfunkel. Muzyka grupy oparta na wielogłosowych harmoniach śpiewanych falsetem, z raczej delikatnym akompaniamentem instrumentalnym potrafiła zdobyć uznanie publiczności – z pomocą producenta Roberta Stigwooda, który pomógł zespołowi wznieść się na wyżyny.
Zespół Bee Gees odnosił sukcesy przez większość czasu istnienia formacji, jednak kariera braci podzieliła się na dwa odmienne okresy. Będąc odnoszącym sukcesy komercyjne zespołem pod koniec lat 60. i na początku kolejnej dekady, stali się pod koniec lat 70. czołowym wykonawcą światowej muzyki rozrywkowej. Stało się tak dzięki nagraniu utworów w stylu disco, które trafiły na ścieżkę dźwiękową filmu Gorączka sobotniej nocy (1977). Ten spektakularny sukces doprowadził także do włączenia grupy w 1997 w poczet członków muzeum Rock and Roll Hall of Fame.
Całkowita liczba sprzedanych płyt zespołu Bee Gees szacowana jest na ponad 220 milionów sztuk, sytuując zespół w gronie artystów muzycznych z najwyższą liczbą sprzedanych płyt wszech czasów. W 1997 uzasadniono ich nominację do Rock and Roll Hall of Fame słowami: „Tylko Elvis Presley, The Beatles, Michael Jackson, Garth Brooks oraz Paul McCartney mogą się pochwalić większą liczbą sprzedanych płyt od Bee Gees”.

## Historia

### Wczesne lata

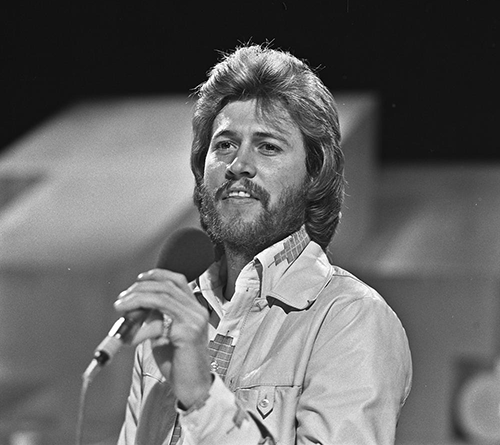
Barry Gibb (1973)

Trzej bracia Gibb urodzili się na wyspie Man. We wczesnych latach 50. rodzina powróciła do rodzinnego miasta ich ojca, Hugo Gibba, do Manchesteru w Anglii. Tam też chłopcy zaczęli śpiewać w stylu, który później przyniósł im sukces, czyli z zastosowaniem harmonii wielogłosowej. Jeden z ich pierwszych występów odbył się w miejscowym kinie, ale gdy biegli na występ, Robin upuścił płytę (na której zapisany był playback do ich występu), która pękła. Nie mając żadnego innego egzemplarza, bracia zaśpiewali na żywo i za to otrzymali tak bardzo pozytywną reakcję widowni, że zdecydowali się rozpocząć karierę zespołową.

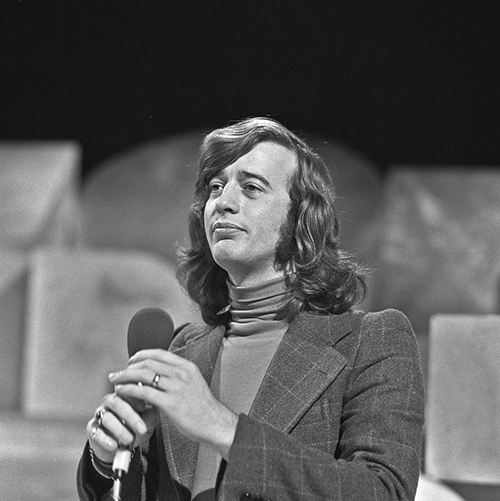
Robin Gibb (1973)

W 1958 rodzina Gibb wraz z nowo narodzonym najmłodszym bratem Andym (ur. 5 marca 1958 w Manchesterze) wyemigrowała do Redcliffe w Australii. Wciąż bardzo młodzi artyści zaczęli zarabiać na swoje kieszonkowe, grając i śpiewając w klubach i pubach. Początkowo występowali pod nazwą „Rattlesnakes”, którą później zmienili na „Johnny Hayes & the Bluecats”. Pod taką nazwą zaśpiewali po raz pierwszy w radiu dla audycji prowadzonej przez DJ-a Billa Gatesa. Dostali się tam dzięki promotorowi wyścigów żużlowych Billowi Goode’owi, który zobaczył ich występ podczas zawodów w Brisbane. Gates przemianował nazwę ich zespołu na „Bee Gees” w nawiązaniu do inicjałów własnych lub Billa Goode’a (nie jest więc prawdą plotka, że nazwa pochodzi od słów Bracia Gibb).

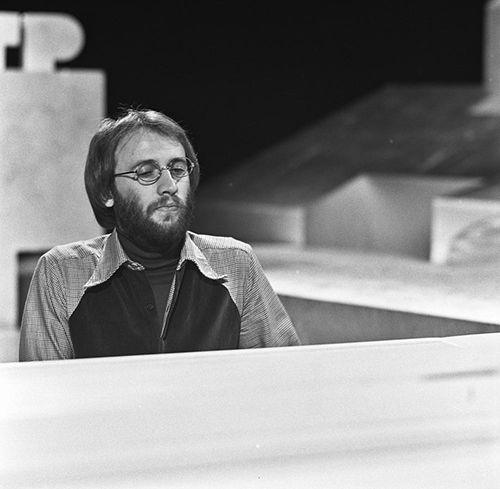
Maurice Gibb (1973)

W 1960 Bee Gees zostali zaprezentowani w telewizji i przez kilka następnych lat dawali regularne występy w ośrodkach wypoczynkowych wzdłuż wybrzeży stanu Queensland. Barry zwrócił uwagę australijskiej gwiazdy, Col Joye, ze względu na jego umiejętność pisania piosenek i Joye pomógł chłopcom zdobyć kontrakt z wytwórnią Festival Records, która w 1963 wydawało dwa lub trzy single rocznie dla Bee Gees. Barry Gibb w tym czasie pisał także kolejne piosenki dla innych australijskich artystów.
Przebój zespołu z 1965 „Wine and Women” doprowadził do nagrania pierwszego albumu w historii grupy ptz Bee Gees Sing and Play 14 Barry Gibb Songs. Pod koniec 1966 cała rodzina wróciła do Anglii, a bracia próbowali zrobić karierę w Europie. Nie byli pewni sukcesu w Anglii – Barry tak bardzo był sceptyczny, że powiedział swojemu przyjacielowi Stephenowi Spence’owi, że wrócą za rok. Już w czasie podróży do Anglii, w styczniu 1967, usłyszeli, że ich utwór „Spicks and Specks” zajmuje pierwsze miejsce na liście przebojów w Australii.

### Koniec lat 60.: początek kariery międzynarodowej
Przed wyjazdem z Australii do rodzinnej Anglii Hugh Gibb wysłał taśmy demo do Briana Epsteina, który w tamtym czasie był menedżerem The Beatles, a także dyrektorem firmy NEMS, sklepu muzycznego oraz promotorem. Epstein wręczył taśmy Robertowi Stigwoodowi, który niewiele wcześniej dołączył do firmy. Po przesłuchaniu w obecności Stigwooda, w lutym 1967, Bee Gees podpisali pięcioletni kontrakt z wytwórnią Polydor. Oprócz tego, wydawnictwo ATCO miało być dystrybutorem na terenie Stanów Zjednoczonych. Szybko rozpoczęła się praca nad ich pierwszym międzynarodowym albumem, a Stigwood zaplanował ogromną kampanię promocyjną, która miała zbiec się z wydaniem ich pierwszego longplaya.
Stigwood ogłosił Bee Gees „najbardziej znaczącym nowym talentem roku 1967” i w ten sposób rozpoczęto natychmiastowe porównania do będącego wtedy u szczytu popularności zespołu The Beatles. Ich pierwszy brytyjski singiel „New York Mining Disaster 1941” został wydany w wersji dla stacji radiowych z czystą białą etykietą, a na niej znajdował się tylko tytuł piosenki. Wielu z prezenterów radiowych natychmiast założyło, że jest to nowy singiel The Beatles i zaczęli grać piosenkę bardzo regularnie. Efektem tego był szybki awans do pierwszej dwudziestki listy przebojów zarówno w Wielkiej Brytanii, jak i w USA. Dopiero wydanie drugiego singla przekonało niektórych, że wcześniejsza piosenka to nie był utwór Beatlesów, ale faktycznie formacji Bee Gees. Singiel „To Love Somebody” także wspiął się do czołowej dwudziestki amerykańskiej listy przebojów. Początkowo napisana dla Otisa Reddinga piosenka była smutną balladą śpiewaną przez Barry’ego – stała się standardem i została wykonywana przez setki artystów, takich jak: Rod Stewart, Janis Joplin, The Animals, Nina Simone i Michael Bolton. Kolejny singiel „Holiday” ukazał się w USA i osiągnął miejsce 16. Wszystkie single pochodziły z promowanego pierwszego albumu zespołu, który zanotował miejsce 7. w USA i 8. w Wielkiej Brytanii.
Podążając za sukcesem pierwszej płyty, zespół (który wówczas grał w składzie: Barry na gitarze rytmicznej, Maurice na basie, Vince Melouney na gitarze prowadzącej i Colin Petersen na perkusji) rozpoczął pracę nad ich drugim albumem. Wydany pod koniec 1967, Horizontal, powtórzył sukces ich pierwszego albumu. Z niego pochodził singiel „Massachusetts”, który zajął pierwsze miejsce na brytyjskiej liście przebojów (USA: 11) oraz „World”, który osiągnął pozycję 7. w Wielkiej Brytanii. Płyta zawierała rockowe piosenki oraz ballady („And the Sun Will Shine” i „Really and Sincerely”), które wyróżniały się wśród innych utworów. Horizontal dotarł do pierwszej dwudziestki po obu stronach Atlantyku, osiągając pozycję 12. w USA oraz 16. w Wielkiej Brytanii. Aby wypromować album, Bee Gees po raz pierwszy pojawili się w Ameryce, gdzie zagrali koncerty na żywo i wystąpili w programach telewizyjnych typu The Ed Sullivan Show czy Laugh In.
Dwa kolejne single pojawiły się na początku 1968: ballada „Words” (USA: 15, UK: 8) i „Jumbo”. Był to najsłabszy singiel Bee Gees od początku kariery międzynarodowej i osiągnął zaledwie 57. pozycję w USA, ale w Wielkiej Brytanii wspiął się na miejsce 25. Popełniono tutaj prawdopodobnie błąd marketingowy, gdyż utwór „The Singer Sang His Song” – zawarty na singlu „Jumbo” – był prawdopodobnie lepszy, gdyż w Holandii osiągnął trzecie miejsce. Jeszcze w tym samym roku pojawiły się kolejne single „I’ve Gotta Get a Message to You” (USA: 8, UK: 1) oraz „I Started a Joke” (USA: 6), które pochodziły już z trzeciego albumu zespołu – Idea. Podczas tournée promującego tę płytę, Vince Melouney zdecydował się odejść z zespołu. Stwierdził, że chciał grać więcej bluesa niż to, co pisał Barry Ԍibb. Melouney pozostał w pamięci jako autor jedynej piosenki („Such a Shame”) zawartej na albumie Bee Gees.
Od 1969 zaczęły pojawiać się w grupie nieporozumienia, ponieważ Robin zaczął czuć, że Stigwood sprzyja Barry’emu i widzi go jako lidera zespołu. Rozpoczęły się nagrania do ich następnego albumu, który miał być albumem koncepcyjnym (tematycznym) o nazwie Masterpeace. Ostatecznie projekt rozwinął się do podwójnego albumu zatytułowanego Odessa. Większość krytyków rocka uważa, ten właśnie album za najlepszą produkcję Bee Gees w latach 60. Jest to wyraźny ukłon w stronę rocka progresywnego, słyszanym w szczególności w utworze tytułowym. Rock progresywny był słyszalny także w utworach: „Marley Purt Drive” i „Give Your Best”, które są oparte na stylu country, oraz w balladach „Melody Fair” i „First of May”. Robin, rozczarowany tym, że jego kompozycja „Lamplight” została zamieszczona jedynie na stronie B singla, odszedł z zespołu. Szybko rozpoczął karierę solową i m.in. wydał album Robin’s Reign z singlem „Saved By the Bell”, który osiągnął drugie miejsce na liście przebojów. W tym czasie Barry i Maurice kontynuowali kariery jako Bee Gees, powiększając skład o ich siostrę Leslie, która występowała z nimi na scenie.
W tym czasie wydali pierwszy z wielu w późniejszych czasach album składankowy zespołu pt. Best of Bee Gees, który zawierał premierową kompozycję „Tomorrow, Tomorrow” i niewydaną wcześniej na singlu piosenkę „Words”, która osiągnęła pozycję 23. w Wielkiej Brytanii, ale w USA zaledwie 54. Sam album sprzedał się bardzo dobrze i osiągnął pierwszą dziesiątkę zarówno w USA, jak i w Wielkiej Brytanii.
W czasie, kiedy Robin nie był członkiem zespołu, Barry, Maurice i Collin nagrali także  album pt. Cucumber Castle. W tym czasie powstał też specjalny program telewizyjny o powstaniu tej płyty, który został wyemitowany przez BBC w 1971. Collin Petersen (ówczesny perkusista) zagrał wszystkie ścieżki perkusyjne zarejestrowane na potrzeby albumu, jednak został on usunięty z zespołu zaraz po tym, jak zdjęcia rozpoczęły się, a nagrania filmowe z jego udziałem zostały wycięte z ostatecznej wersji materiału jeszcze przed jego emisją. Głównym singlem z płyty był utwór „Don’t Forget to Remember” (UK: 2), który w USA był powodem do rozczarowania, osiągając jedynie pozycję 73. Następne dwa single: („I.O.I.O” oraz „If I Only Had My Mind on Something Else”) zaledwie zbliżyły się do szczytów list przebojów. Wskutek tego rozdzieliły się drogi braci pozostałych w zespole, i mogło się wydawać w tamtym czasie, że zespół Bee Gees zakończył swoją działalność. Barry zajęty był rejestrowaniem własnego albumu solowego, który nigdy nie ujrzał światła dziennego, chociaż singiel z tego albumu, „I’ll Kiss Your Memory” został wydany bez większych fajerwerków. Maurice również w tym czasie nagrywał na własne konto i wydał singiel „Railroad”, oraz zagrał główną rolę w musicalu Sing a Rude Song wystawianym na scenie londyńskiego West Endu.

### Wczesne lata 70.

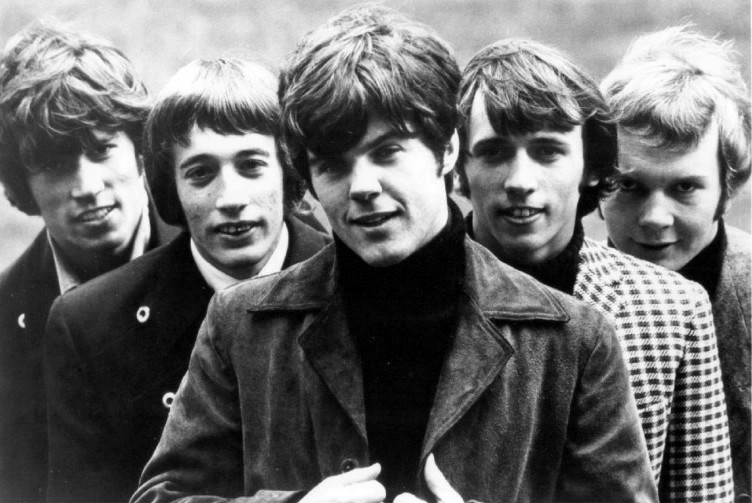
Bee Gees (1970)

Trzej bracia ponownie połączyli siły pod koniec 1970. Być może ich rozstanie było powodem powstawania wielu emocjonalnych piosenek o samotności i bólu serca. Taki styl nie znalazł odbiorców w Wielkiej Brytanii, ale stał się bardzo popularny w Stanach Zjednoczonych. Dzięki temu grupa uzyskała trzecie miejsce na tamtejszych listach przebojów za utwór „Lonely Days” (z pierwszego po zjednoczeniu muzyków albumu 2 Years On), oraz w końcu pierwsze miejsce z piosenką „How Can You Mend a Broken Heart?” (z albumu Trafalgar). W tym czasie powstało także kilka piosenek związanych ze ścieżką dźwiękową do filmu Melody. W 1972 powrócili na listy przebojów z utworem „Run to Me” z albumu To Whom It May Concern; singiel również przywrócił nazwę Bee Gees na brytyjskim notowaniu najlepszych singli po raz pierwszy od trzech lat.
W 1973 wydali album pt. Life in a Tin Can, a promujący go singiel „Saw a New Morning” sprzedawał się słabo, osiągając zaledwie 94. pozycję na liście przebojów. W tym czasie miał się ukazać album zespołu pt. A Kick in the Head Is Worth Eight in the Pants, ale nie został wydany. Zamiast tego wydano kolejną składankę Best of Bee Gees, Volume 2, która nie powtórzyła sukcesu kompilacji Best of Bee Gees.
Za radą Ahmeta Ertegüna z ich amerykańskiego wydawnictwa Atlantic Records, Stigwood zaaranżował grupie wspólne nagrania ze słynnym twórcą muzyki soul Arifem Mardinem. W wyniku tego powstał longplay zatytułowany Mr. Natural, na którym zawarto niewiele ballad, ale który zapowiedział kierunek muzyczny kontynuowany podczas reszty ich kariery, a mianowicie R&B. Ale kiedy i to zawiodło, nie przyciągając nazbyt dużego zainteresowania, Mardin zachęcił ich do kontynuowania pracy ze stylem soulowym.
Bracia usiłowali zebrać zespół, który mógłby odegrać na żywo ich dźwięki ze studia. Gitarzysta prowadzący, Alan Kendall, doszedł do zespołu w 1971, ale nie miał zbyt dużo czasu do nagrania Mr. Natural. Podczas nagrywania samego albumu do grupy doszedł perkusista Dennis Bryon, a później dodano byłego klawiszowca z zespołu Strawbs o pseudonimie „Blue Weaver”, który uzupełnił zespół Bee Gees. Maurice, który wcześniej grał na pianinie, gitarze, organach, melotronie i gitarze basowej, jak i również na tak egzotycznych instrumentach jak mandolina i moog, teraz ograniczył się tylko do basu scenicznego.

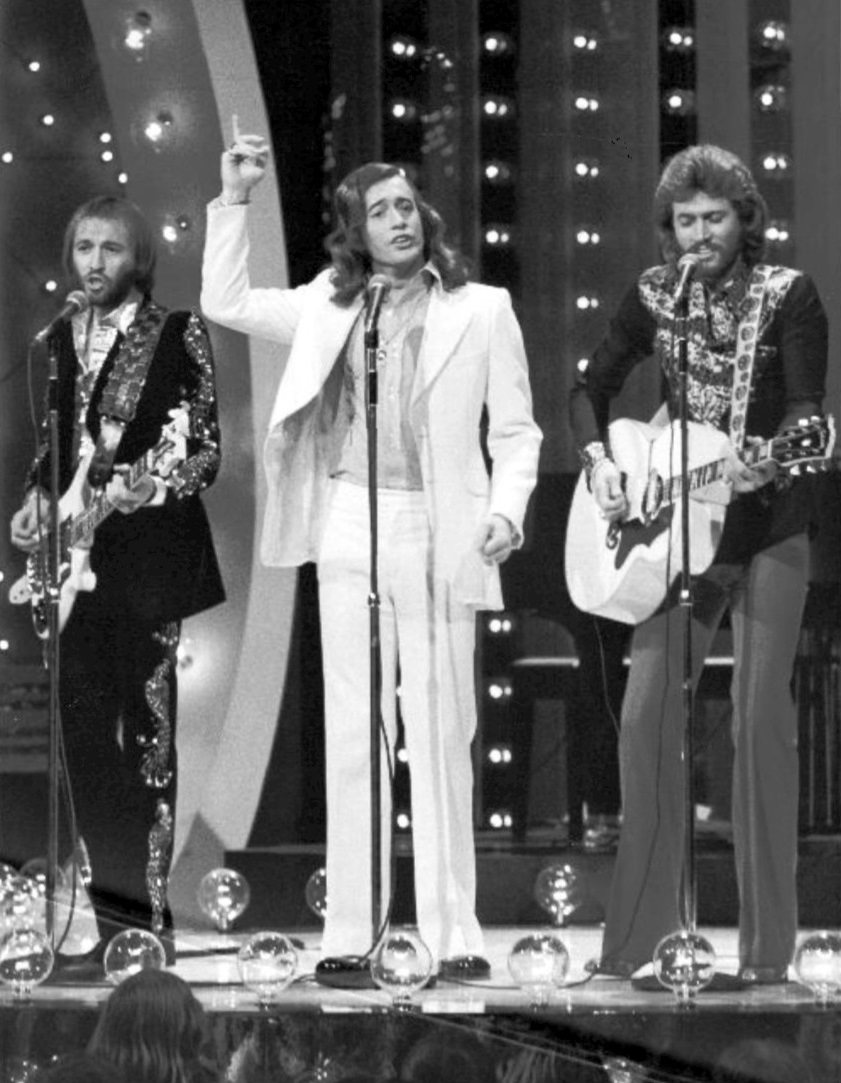
Bee Gees podczas występu The Midnight Special (1973)

Zgodnie z sugestią Erica Claptona, bracia przenieśli się do Miami na Florydzie w 1975, aby rozpocząć nagrania. Jednak tym razem Mardin i Stigwood starali się zmusić zespół do grania bardziej rytmicznych dyskotekowych piosenek, takich jak „Jive Talkin'” oraz „Nights on Broadway”. W tym drugim utworze można usłyszeć pierwsze próby Barry’ego Gibba w śpiewaniu falsetem, w chórkach pod koniec utworu. Zespół natychmiast polubił wynikający z takiego grania nowy dźwięk, z czym zgodzili się słuchacze, dzięki którym longplay Main Course, został ich kolejnym numerem jeden, a zarazem pierwszym w stylu R&B. Falset Barry’ego Gibba mógłby zostać tylko ciekawostką na tej płycie, gdyż Mardin był niezdolny, aby pracować z grupą w dalszym ciągu. Stało się jednak inaczej, gdyż kolejni współpracownicy zwerbowani przez Bee Gees to: Albhy Galuten oraz Karola Richardson, którzy pracowali z Mardinem podczas sesji do albumu „Main Course”. Taki zespół produkcyjny związał się z Bee Gees przez resztę lat 70.
Następny album, Children of the World, został mocno naznaczony w nowo odkrytym falsecie Barry’ego, oraz odrobinie dyskotekowego syntezatora „Blue Weavera”. Promowany przez singiel You Should Be Dancing wzniosło Bee Gees na poziom sławy, której poprzednio nie osiągnęli w USA. Niestety, ich nowy R&B/dyskoteka styl nie był tak popularny wśród zaprzysięgłych fanów z lat 60. Pomimo to, to właśnie teraz zespół Bee Gees stał się bardziej rockowy – dzięki gitarze rytmicznej i prawdziwej perkusji, skrytymi za falsetem wokalisty.

### Późne lata 70.:Gorączka sobotniej nocy
Podążając ścieżką wytyczoną przez album Here at Last… The Bee Gees… Live, Bee Gees zgodzili się uczestniczyć w tworzeniu muzyki do filmu Gorączka sobotniej nocy. Materiał ten został później wydany na ścieżce dźwiękowej o takim samym tytule i stał się przełomowym punktem w ich karierze. Odzew w kulturze masowej, jaki spowodowały zarówno ten film, jak i ścieżka dźwiękowa był olbrzymi – nie tylko w Stanach Zjednoczonych, ale również na całym świecie, wprowadzając nowo powstały styl disco do głównego nurtu muzycznego tamtych czasów.
Zaangażowanie zespołu w filmie nie rozpoczęło się aż od początkowych momentów produkcji. Jak stwierdził główny aktor tego filmu – John Travolta – „Bee Gees nie istnieli w filmie od początku... Tańczyłem do muzyki Steviego Wondera oraz Boz Scaggs”
Producent Robert Stigwood zlecił Bee Gees, aby stworzyli piosenki do produkcji. Zespół napisał piosenki w ciągu jednego weekendu w studio w Château D’Hérouville we Francji. Barry Gibb zapamiętał moment, kiedy Stigwood oraz odpowiedzialny za muzykę w filmie Robert Oakes przybyli do Francji i słuchali pierwszych wersji utworów:

Przesłuchali taśmy i powiedzieli, że to będzie wielkie. My natomiast wciąż nie mieliśmy żadnego pojęcia o tym filmie, oprócz jakiegoś rodzaju pierwotnego scenariusza, który przynieśli ze sobą… Trzeba pamiętać, że w tamtym czasie, w roku 1975, byliśmy w martwym punkcie, dźwięki Bee Gees były już mocno ograne. Potrzebowaliśmy czegoś nowego. Nie mieliśmy przeboju od około trzech lat. Więc czuliśmy: o Jezu, to jest to. To jest nasz rozpoznawalny styl, który większość grup odnalazło w późnych latach 60. A więc my musieliśmy także znaleźć to „coś”, ale nie wiedzieliśmy, co się zdarzy…

Robert Oakes, który kontrolował ścieżkę dźwiękową do filmu, z całą stanowczością twierdzi, że Gorączka sobotniej nocy nie rozpoczęła szału dyskoteki; a raczej go przedłużyła: „Dyskoteka miała już ugruntowaną pozycję w tamtych dniach. Utwór „Fever” jest uznany za pierwszy utwór disco – ale w istocie tak nie jest. Prawda natomiast jest, że ten film dał nowe życie gatunkowi, który właściwie już umierał.”
Trzy single Bee Gees (How Deep Is Your Love, Stayin’ Alive, oraz Night Fever) osiągnęły najwyższą pozycję w Stanach Zjednoczonych i większości krajów świata, rozpoczynając najbardziej popularny okres ery dyskoteki. W tym czasie napisali również piosenkę „If I Can't Have You” która stała się numerem 1 dla Yvonne Elliman, podczas gdy ich własna wersja tego utworu była Stroną B singla „Stayin’ Alive”. Popularność filmu Gorączka sobotniej nocy była tak ogromna, że dwie różne wersje jednej piosenki „More than a Woman”, były grane w radiu w jednym czasie. Pierwszą z nich była wersja zespołu Bee Gees, a drugą wersja zespołu Tavares, która również stała się przebojem. W tym czasie usłyszenie dźwięków produkowanych przez braci Gibb było nieuniknione. W ciągu ośmiu miesięcy – począwszy od Bożego Narodzenie w 1977 – bracia napisali sześć piosenek, które zajęły pierwsze miejsce na amerykańskiej liście przebojów, czyli przez 25 z 32 kolejnych tygodni okupowali pozycję numer jeden. Z tych sześciu utworów trzy były pod ich własną nazwą, dwa były śpiewane przez ich brata Andy’ego Gibba (nienależącego do zespołu Bee Gees) oraz jedna w wykonaniu Yvonne Elliman.
Wspomagany przez sukces filmu album wielokrotnie pobił rekordy, zostając najlepiej sprzedawanym albumem w historii muzyki w tamtym czasie. Gorączka sobotniej nocy sprzedała się dotąd w liczbie około 40 milionów kopii na całym świecie, stając się najlepiej sprzedawanym soundtrackiem w historii.
W tym czasie Barry i Robin napisali utwór „Emotion” zaśpiewany przez wokalistkę o imieniu Samantha Sang, który wszedł do pierwszej dziesiątki najlepszych utworów (Bee Gees śpiewali w tle utworu). W następnym roku Barry napisał utwór tytułowy do kinowej wersji znanego broadwayowskiego musicalu Grease w wykonaniu Frankie Valli. Utwór ten był kolejnym, który został numerem jeden na liście przebojów. W tym czasie równocześnie pięć piosenek napisanych przez braci Gibb było w USA na szczycie listy dziesięciu najlepszych utworów. Po raz pierwszy ten rodzaj dominacji był widziany od kwietnia 1964, kiedy to zespół The Beatles miał pięć pierwszych miejsc na amerykańskiej liście najlepiej sprzedawanych singli.
W 1976 Bee Gees zarejestrowali trzy utwory zespołu The Beatles, a były to „Golden Slumbers / Carry That Weight”, „She Came in Through the Bathroom Window” oraz „Sun King” – dla powstałego w tamtym czasie dokumentu o muzyce zespołu The Beatles zatytułowanego „All This and World War II”. Trzej członkowie Bee Gees zagrali również główne role wraz z Peterem Framptonem w filmie Sgt. Pepper’s Lonely Hearts Club Band (Orkiestra Klubu Samotnych Serc Sierżanta Peppera, 1978) luźno opartego na klasycznym albumie Beatlesów z 1967. Film był bardzo słabo promowany przed premierą i pomimo oczekiwań wielkiego sukcesu komercyjnego, nie zdołał zadowolić ani krytyki ani fanów – czyli ogólnie poniósł porażkę.
Podczas tego okresu najmłodszy brat z klanu Gibb, Andy, podążył śladami swojego starszego rodzeństwa i próbował zrobić karierę w muzyce. Dzięki pomocy rodziny odniósł nawet znaczny sukces. Wyprodukowany przez Barry’ego pierwsze trzy single Andy Gibba odniosły sukces na listach przebojów w USA.
Bee Gees starali się kontynuować sukces „Saturday Night Fever” i wydali album utrzymany w tym samym stylu o tytule Spirits Having Flown. Z niego pochodzą trzy kolejne numery 1 na listach przebojów: „Too Much Heaven”, „Tragedy”, oraz „Love You Inside Out”. To dało w efekcie sześć kolejnych singli w Ameryce które zajmowały najwyższe pozycje w ciągu półtora roku (ten rekord pobity został dopiero przez Whitney Houston). Kolejny utwór „Too Much Heaven” stał się muzycznym wkładem zespołu na cele charytatywne i zakończył koncert Music for UNICEF Concert podczas Zgromadzenia Ogólnego Narodów Zjednoczonych w styczniu 1979, który został zorganizowany przez zespół, jego menedżera Roberta Stigwooda oraz Davida Frosta dla UNICEF, a był nadawany na całym świecie. Bracia ofiarowali wszelkie dochody z tej piosenki na cele dobroczynne.
Bee Gees miał nawet przebój w stylu country w 1979 piosenka „Rest Your Love On Me” z singla „Too Much Heaven”, weszła na listę przebojów muzyki country. W 1981 Conway Twitty nagrywając ponownie ten utwór, zdobył nim pierwsze miejsce na tejże liście.
Przytłaczający sukces Bee Gees wyrósł i pękł jak bańka mydlana dyskoteki. Do końca 1979, zjawisko dyskoteki szybko zmniejszało swą popularność a gwałtowne reakcje przeciw dyskotece, szybko zakończyły ogromną karierę Bee Gees. Okazało się nagle, że od ich nadzwyczajnego okresu 1975–1979, do 1989 zespół zdobył zaledwie tylko jeszcze jedno miejsce w czołowej dziesiątce list przebojów. Międzynarodowa popularność zespołu Bee Gees trwała nieco dłużej.
Barry Gibb rozważał sukces Gorączki Sobotniej Nocy zarówno jako błogosławieństwo, jak i przekleństwo:

Fever był albumem numer jeden każdego tygodnia… To nie był „zwykły” przebojowy album. To był numer jeden każdego kolejnego tygodnia aż przez ponad pół roku. To był zdumiewający, szalony, nadzwyczajny okres. Pamiętam, jak nie byłem w stanie odbierać telefonu i pamiętam ludzi wspinających się po moich ścianach. Byłem bardzo wdzięczny losowi, kiedy to się wydarzyło. To było kompletnie nierealne. Na dłuższą metę twoje życie w takim czasie jest lepsze, jeżeli nie opierasz go na tym tylko. Miło, że to się zdarzyło…

### Lata 80. i 90.
W 1981 Bee Gees wydali album pt. Living Eyes, ale z wciąż żywą niechęcią do tematyki dyskotekowej, zespół, który chcąc nie chcąc, był jej symbolem, nie zdołał osiągnąć czołowej czterdziestki ze swoją najnowszą płytą na amerykańskiej liście najlepiej sprzedawanych albumów. Dopiero w 1983 Bee Gees odnieśli drobny sukces ze ścieżką dźwiękową do filmu Pozostać żywym, który był dalszym ciągiem do Gorączki Sobotniej Nocy. Soundtrack został uhonorowany platyną w USA, a zawarty na nim utwór „Woman In You” wszedł do czołowej trzydziestki.
W związku z takim obrotem sprawy, członkowie Bee Gees postanowili się skupić na karierze solowej, a także na pracy autorów piosenek dla innych artystów. Robin oraz Barry Gibb wydali różne albumy solowe w latach 80., ale większość z nich, tylko ze sporadycznym i umiarkowanym sukcesem na listach przebojów. Natomiast ich praca kompozytorska była doceniana zarówno przez artystów, jak i często nieświadomą autorstwa piosenki, publiczność. W tym czasie napisali piosenki dla artystów, takich jak Barbra Streisand, Dionne Warwick, Diana Ross czy Kenny Rogers, włączając w to największy przebój Rogersa, sprzedany w wielu milionach egzemplarzy duet wraz z Dolly Parton o tytule Islands in the Stream.
W 1983 zespół został pozwany przez pochodzącego z Chicago amerykańskiego autora tekstów Ronalda Selle, który twierdził, że bracia Gibb ukradli mu melodię z jednej z jego piosenek o tytule „Let It End” i użyli jej w swoim utworze „How Deep Is Your Love”. Pierwsza rozprawa została przegrana przez rodzeństwo. Wniesiona apelacja od wyroku oddaliła zarzuty Ronalda Seele’a – zespół został uniewinniony od popełnienia plagiatu kilka miesięcy później.
Bee Gees wydali swój kolejny album E.S.P. w 1987, które sprzedał się w liczbie ponad 3 milionów kopii. Singiel „You Win Again” doszedł do pierwszego miejsca w wielu krajach, włączając w to Wielką Brytanię, ale był rozczarowaniem w USA, uzyskując zaledwie pozycję 75.
10 marca 1988 Andy Gibb zmarł w wieku w wyniku zapalenia mięśnia sercowego powstałego w wyniku infekcji wirusowej. Jego bracia uważają, że nadużywanie narkotyków oraz alkoholu przez Andy’ego mogło uczynić jego serce bardziej podatne na taką dolegliwość. Tuż przed jego śmiercią pozostali bracia zdecydowali się dołączyć najmłodszego do zespołu i grupa stałaby się kwartetem braci Gibb. Następny album Bee Gees, zatytułowany One został wydany w 1989 i zamieszczono na nim piosenkę, która została poświęcona najmłodszemu bratu – „Wish You Were Here”. Album zawierał również ich pierwszy przebój z czołowej dziesiątki utworów (uplasował się ostatecznie na miejscu siódmym) w USA o tytule „One”. Po wydaniu albumu, zaczęli ich pierwsze od dziesięciu lat światowe tournée.
Po kolejnym ich albumie, High Civilization, który zawarł w sobie piosenkę „Secret Love” z czołowej piątki listy przebojów w Wielkiej Brytanii, Bee Gees udali się na europejskie tournée. Po serii koncertów Barry Gibb zdecydował się na operację kręgosłupa, z którym od jakiegoś czasu miał poważny problem, natomiast Maurice zajął się leczeniem swojego alkoholizmu, z którym walczył już przez wiele lat. W końcu z pomocą Anonimowych Alkoholików zdołał ostatecznie zerwać z nałogiem.
W 1993 wyprodukowali album Size Isn't Everything, z którego piosenka „For Whom the Bell Tolls” znowu znalazła się piątce najlepszych w Anglii. Cztery lata później wydali album Still Waters, który sprzedał się w ponad czterech milionach egzemplarzy i uzyskał pozycję 11 w USA. Pierwszy singiel z tego albumu, Alone, dał im kolejny raz miejsce w brytyjskiej najlepszej piątce oraz miejsce w pierwszej trzydziestce w USA.

### One Night Only
Pod koniec 1997 Bee Gees zagrali koncert w Las Vegas nazwany One Night Only. Płyta CD z tego występu, wydana w 1998 sprzedała się w ponad pięciu milionach kopii. Koncert ten był rozpoczęciem kolejnego tournée światowego o takim samym tytule. W jego trakcie doszło do koncertu w Londynie na stadionie Wembley (5 września 1998) dla 56 tys. ludzi, a potem w marcu 1999, zakończył się na nowo wybudowanym stadionie olimpijskim w Sydney.
W 1998 muzyka grupy została wykorzystana w adaptacji Gorączki sobotniej nocy do postaci musicalu, który przedstawiany początkowo w teatrach West Endu został przeniesiony później na deski Broadwayu. Zespół napisał trzy nowe piosenki dla potrzeb adaptacji.
Bee Gees zamknął dekadę koncertem, który okazał się być ich ostatnim jak do tej pory, znanym pod nazwą BG2K a który odbył się dokładnie w noc sylwestrową 31 grudnia 1999.

### Śmierć Maurice’a
W 2001 muzycy wydali ostatni w historii grupy album pt. This Is Where I Came In. Ostatni publiczny występ Bee Gees odbył się w tym samym roku, specjalnie dla sieci telewizyjnej A&E zatytułowany był Live by Request.
Maurice, który sprawował wiodącą rolę w zespole Bee Gees, podczas ostatnich lat (pozostali bracia bardziej angażowali się w inne projekty), zmarł nagle 12 stycznia 2003 w wyniku zawału niedokrwiennego jelita. Początkowo dwaj pozostali bracia ogłosili, że zamierzają kontynuować pracę w zespole „Bee Gees”, aby zachować pamięć o zmarłym bracie, jednak po krótkim czasie zmienili zdanie i zdecydowali się zawiesić działalność, tak aby ta nazwa nie przestała być kojarzona z trójką braci. W tym samym tygodniu, w którym zmarł Maurice, został wydany solowy album Robina noszący tytuł Magnet.
Pomimo że początkowo planowany był pamiątkowy koncert, na którym mogliby wystąpić dwaj żyjący bracia, jak i zaproszeni goście, takowy nigdy się nie odbył. Od tego czasu Barry i Robin kontynuowali pracę niezależnie od siebie i obaj mieli wydane nagrania wraz z innymi artystami, a tylko czasami udawało się im razem zagrać w wydarzeniach specjalnych.

### Działalność solowa braci

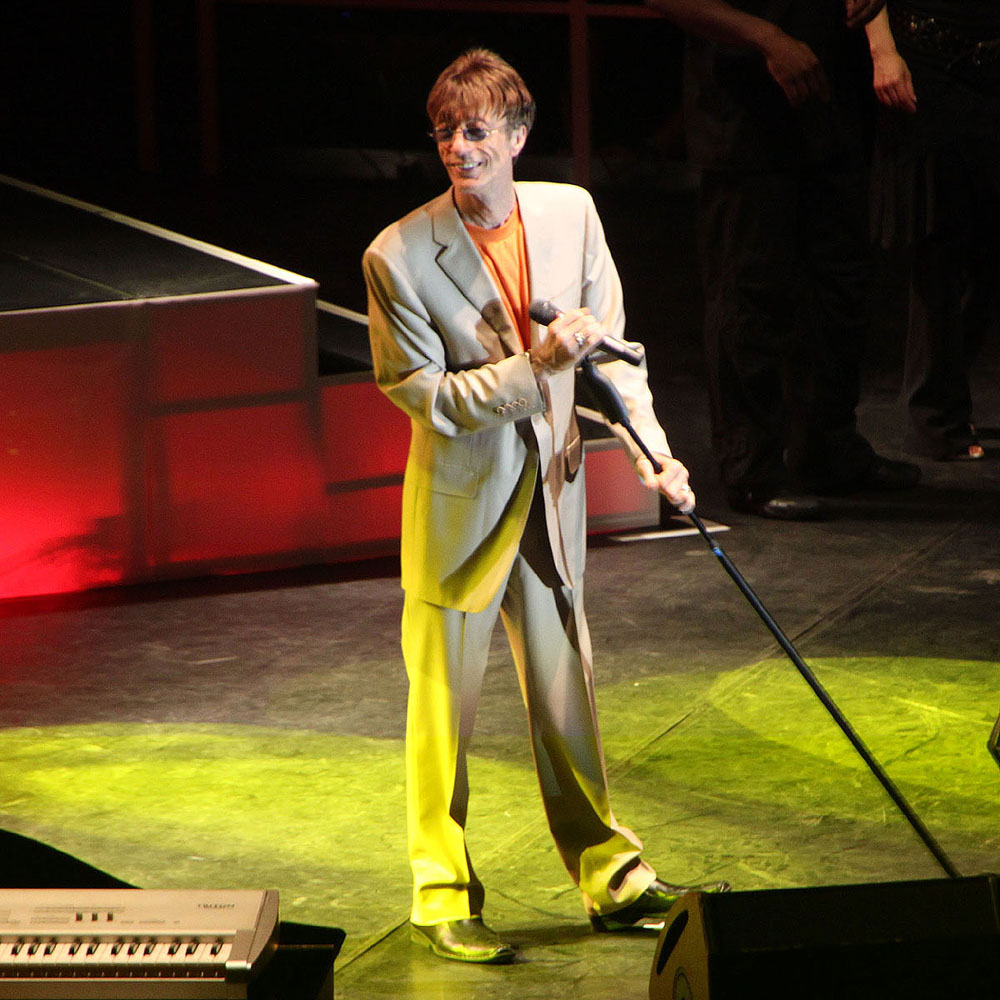
Robin Gibb na koncercie w 2009

Pod koniec 2004 Robin odbył serię koncertów solowych po Niemczech, Rosji oraz po Azji. W styczniu 2005 Barry i Robin oraz kilku innych znanych muzyków nagrało utwór charytatywny „Grief Never Grows Old”, będący oficjalnym trybutem artystów dla ofiar ówczesnego tsunami. Później w tym samym roku, Barry połączył swoje siły wraz z Barbarą Streisand w jej bardzo dobrze sprzedającym się albumie Guilty Pleasures, wydanym pod pseudonimem Guilty Too w Anglii jako dalszy ciąg poprzedniego albumu Guilty. Robin kontynuował koncerty w Europie.
W lutym 2006 Barry i Robin wystąpili razem na scenie w Miami w koncercie charytatywnym. To był ich pierwszy wspólny występ od śmierci ich brata Maurice’a. Barry i Robin zagrali także podczas 30. dorocznego Koncertu charytatywnego zorganizowanego 20 maja 2006 przez księcia Walii Karola.
W wywiadzie, który odbył się dla telewizji BBC Robin Gibb powiedział, że jest „bardzo otwarty” na możliwość powrotu do zespołu Bee Gees. Zapytany, czy są możliwe występy zespołu bez Maurice’a, piosenkarz powiedział, że to mogłoby się zdarzyć, jeśli tylko Barry „czułby się z tym dobrze”.

### Śmierć Robina
20 maja 2012 zmarł w klinice w Londynie Robin Gibb, który mierzył się z rakiem okrężnicy.

## Sukcesy autorskie
Zespół Bee Gees odniósł sukces, sprzedając ponad 220 milionów płyt oraz singli na całym świecie. „How Deep Is Your Love” jest ich najbardziej popularną kompozycją, z ponad 400 wersjami nagranymi przez innych artystów.
Ich piosenki były nagrywane przez takich wybitnych artystów jak: Elvis Presley, Janis Joplin, Al Green, Eric Clapton, Elton John, Tom Jones czy Nina Simone. Znane są także wykonania takich muzyków jak John Frusciante, który często śpiewa cover „How Deep Is Your Love” podczas koncertów Red Hot Chili Peppers czy Feist, śpiewający w soulowej wersji „Love You Inside Out”, Billy Corgan i Robert Smith, wykonujący „To Love Somebody”, Ardijah śpiewająca „Love So Right” czy „Desire”, Steps („Tragedy”) i Destiny’s Child.
Piosenki napisane przez braci Gibb, ale bardziej znane w wersjach innych artystów, to takie tytuły jak:
- „Immortality” – Céline Dion
- „If I Can’t Have You” – Yvonne Elliman
- „Chain Reaction” – Diana Ross
- „Spicks and Specks” – Status Quo
- „Emotion” – Samantha Sang i Destiny’s Child
- „Come On Over” – Olivia Newton-John
- „Warm Ride” – Graham Bonnet i Rare Earth
- „Guilty” i „Woman in Love” – Barbra Streisand
- „Heartbreaker” – Dionne Warwick
- „Islands in the Stream” – Kenny Rogers z Dolly Parton
- „Grease” – Frankie Valli
- „Only One Woman” – The Marbles

## Nagrody

### Hall of Fame
- 1979: Hollywood Walk Of Fame
- 1994: Songwriters Hall Of Fame
- 1995: Florida’s Artists Hall Of Fame
- 1997: Rock And Roll Hall Of Fame
- 1997: ARIA (Australian Recording Industry Association) Hall Of Fame
- 2001: Vocal Group Hall Of Fame
- 2004: Dance Music Hall Of Fame
- 2005: London’s Walk Of Fame

### Grammy
- 1977: Najlepsze wykonanie śpiewu pop przez grupę – „How Deep Is Your Love”
- 1978: Najlepsze wykonanie śpiewu pop przez duet albo grupę – Saturday Night Fever
- 1978: Album Roku – Saturday Night Fever
- 1978: Producent Roku – Saturday Night Fever
- 1978: Najlepsza aranżacja wokalna – „Stayin’ Alive”
- 1980: Najlepszy występ duetu lub grupy pop wokalnej – „Guilty”
- 2000: Nagroda za całokształt osiągnięć
- 2003: Uzyskanie statusu Legenda muzyki
- 2004: Członkostwo w Hall of Fame – Saturday Night Fever

### Nagroda Światowego Przemysłu Muzycznego
- 1997: Przyznanie statusu Legendy muzyki

### Amerykańskie nagrody muzyczne
- 1979: Ulubiony Pop / Rock Zespół, Duet lub Grupa
- 1979: Ulubiony Soul / R&B Album – Saturday Night Fever
- 1980: Ulubiony Pop / Rock Zespół, Duet lub Grupa
- 1980: Ulubiony Pop / Rock Album – „Spirits Having Flown”
- 1997: Nagroda za osiągnięcia życiowe

### Nagrody BRIT
- 1997: Za wybitny wkład do muzyki

### Nagrody BMI (Broadcast Music Incorporated)
- 2007: BMI Icony

### Pamiątkowe znaczki pocztowe
W październiku 1999, Urząd pocztowy na wyspie Man wydał zbiór 6 znaczków w uznaniu zasług muzyków (urodzili się na wyspie). Oficjalna prezentacja miała miejsce w Londynie Palladium, gdzie wystawiano musical Gorączka sobotniej nocy. Podobna prezentacja miała miejsce w Nowym Jorku niedługo po tym, jak odbył się tam premierowy pokaz musicalu. Wydane znaczki przedstawiały sceny z piosenek „Massachusetts”, „Words”, „I’ve Gotta Get A Message To You”, „Night Fever”, „Stayin’ Alive” i „Immortality”.

## Dyskografia
| Tytuł                                      | Najwyższa pozycja w Stanach Zjednoczonych | Rok  | Najwyższa pozycja w Wielkiej Brytanii |
| ------------------------------------------ | ----------------------------------------- | ---- | ------------------------------------- |
| Bee Gees Sing and Play 14 Barry Gibb Songs | –                                         | 1965 | –                                     |
| Spicks and Specks                          | –                                         | 1966 | –                                     |
| Bee Gees 1st                               | 7                                         | 1967 | 8                                     |
| Horizontal                                 | 12                                        | 1968 | 16                                    |
| Idea                                       | 17                                        | 1968 | 4                                     |
| Odessa                                     | 20                                        | 1969 | 10                                    |
| Cucumber Castle                            | 94                                        | 1970 | 57                                    |
| 2 Years On                                 | 32                                        | 1970 | –                                     |
| Trafalgar                                  | 34                                        | 1971 | –                                     |
| To Whom It May Concern                     | 35                                        | 1972 | –                                     |
| Life in a Tin Can                          | 68                                        | 1973 | –                                     |
| Mr. Natural                                | 178                                       | 1974 | –                                     |
| Main Course                                | 14                                        | 1975 | –                                     |
| Children of the World                      | 8                                         | 1976 | –                                     |
| Saturday Night Fever                       | 1                                         | 1977 | 1                                     |
| Spirits Having Flown                       | 1                                         | 1979 | 1                                     |
| Living Eyes                                | 41                                        | 1981 | 73                                    |
| E.S.P.                                     | 96                                        | 1987 | 5                                     |
| One                                        | 68                                        | 1989 | 29                                    |
| High Civilization                          | –                                         | 1991 | 24                                    |
| Size Isn't Everything                      | 153                                       | 1993 | 23                                    |
| Still Waters                               | 11                                        | 1997 | 2                                     |
| This Is Where I Came In                    | 16                                        | 2001 | 6                                     |

### Limitowane edycje
Utwór Ellan Vannin, będący nieoficjalnym hymnem Wyspy Man został nagrany w 1997 i wydany na singlu w nakładzie 1000 sztuk. Dochód uzyskany z tego przedsięwzięcia został przeznaczony na cele charytatywne związanej z wyspą Man. Sam tytuł „Ellan Vannin” to w języku manx nazwa wyspy. Piosenka została zaprezentowana występów zespołu oraz w programie telewizji ITV zatytułowanym „Wieczór z…”, ale do dzisiaj nie została wydana w obiegu ogólnym. Singiel był później również dostępny jako element kolekcji związanej z wydaniem znaczków pocztowych w 1999.

## Skład
Barry Gibb grał na gitarze rytmicznej.
Podczas wczesnych lat 70. Robin Gibb grał na pianinie oraz czasami na skrzypcach, jednak większość czasu, który spędził na scenie, tylko śpiewał. Pomimo że prywatnie nie przestał grać na instrumentach strunowych oraz klawiszowych, to na scenie nie występował z nimi od połowy lat 70.
Maurice Gibb grał na gitarze basowej, rytmicznej oraz prowadzącej, pianinie, organach, melotronie i syntezatorach oraz programował ścieżki perkusyjne. Od 1966 do 1972 zagrał wielokrotnie na wielu instrumentach. Podczas późnych lat 70. grał już głównie na gitarze basowej. Od około 1986 grał tylko na instrumentach klawiszowych.
Muzycy związani z zespołem Bee Gees:
- Colin Petersen – perkusja 1967–69
- Vince Melouney – gitara 1967–68
- Geoff Bridgeford – perkusja 1969–72
- Alan Kendall – gitara 1971–80, 87–01
- Dennis Bryon – perkusja 1974–80
- Blue Weaver – keyboard 1975–80

Pozostali muzycy, którzy wspomagali Bee Gees w koncertach oraz nagraniach studyjnych:

- Carlos Alomar – gitara
- Ray Barretto – bongosy
- Reb Beach – gitara
- Tony Beard – perkusja
- Michael Bennett – keyboard
- Matt Bonelli – gitara basowa
- Tim Cansfield – gitara
- David Foster – keyboard
- Stephen Gibb – gitara
- Scott Glasel – syntezator
- Reggie Griffin – gitara
- Adrian Hales – perkusja
- Steve Jordan – perkusja
- Manu Katché – perkusja
- Jim Keltner – perkusja 1973
- Rudi Dobson – keyboard
- Rhett Lawrence – syntezator
- Mike McEvoy – keyboard/gitara
- John Merchant – inżynier dźwięku
- Marcus Miller – gitara basowa
- Tim Moore – keyboard
- Nick Moroch – gitara
- Russ Powell – gitara basowa
- Pino Palladino – gitara basowa
- George „Chocolate” Perry – gitara basowa
- Greg Phillinganes – keyboard
- Steve Rucker – perkusja
- Raphael Saadiq – gitara basowa, gitara, automat perkusyjny (obsługa), śpiew
- Marc Schulman – gitara
- Steve Skinner – syntezator
- Ben Stivers – keyboard
- Michael Thompson – gitara
- Peter-John Vettese – keyboard
- Waddy Wachtel – gitara
- Joe Walsh – gitara
- Jeff Porcaro (członek zespołu Toto) – perkusja